# サンショクハゴロモガラス
サンショクハゴロモガラス (三色羽衣烏、Agelaius tricolor) は、鳥綱スズメ目ムクドリモドキ科ハゴロモガラス属に分類される鳥類。

## 分布
アメリカ合衆国（カリフォルニア州）。オレゴン州、ネバダ州西部、ワシントン州、メキシコ（バハカリフォルニア州北西部）でも報告例がある。

## 人間との関係
農地開発や都市開発による生息地の破壊、農薬散布による獲物の減少などにより生息数が減少している。除草剤の散布、水質汚染、繁殖地が縮小したことで在来の卵の捕食者であるカオジロブロンズトキや人間の活動により分布を拡大しているアマサギ類による卵の捕食、干ばつの影響などが懸念されている。